# Ijūin Gorō

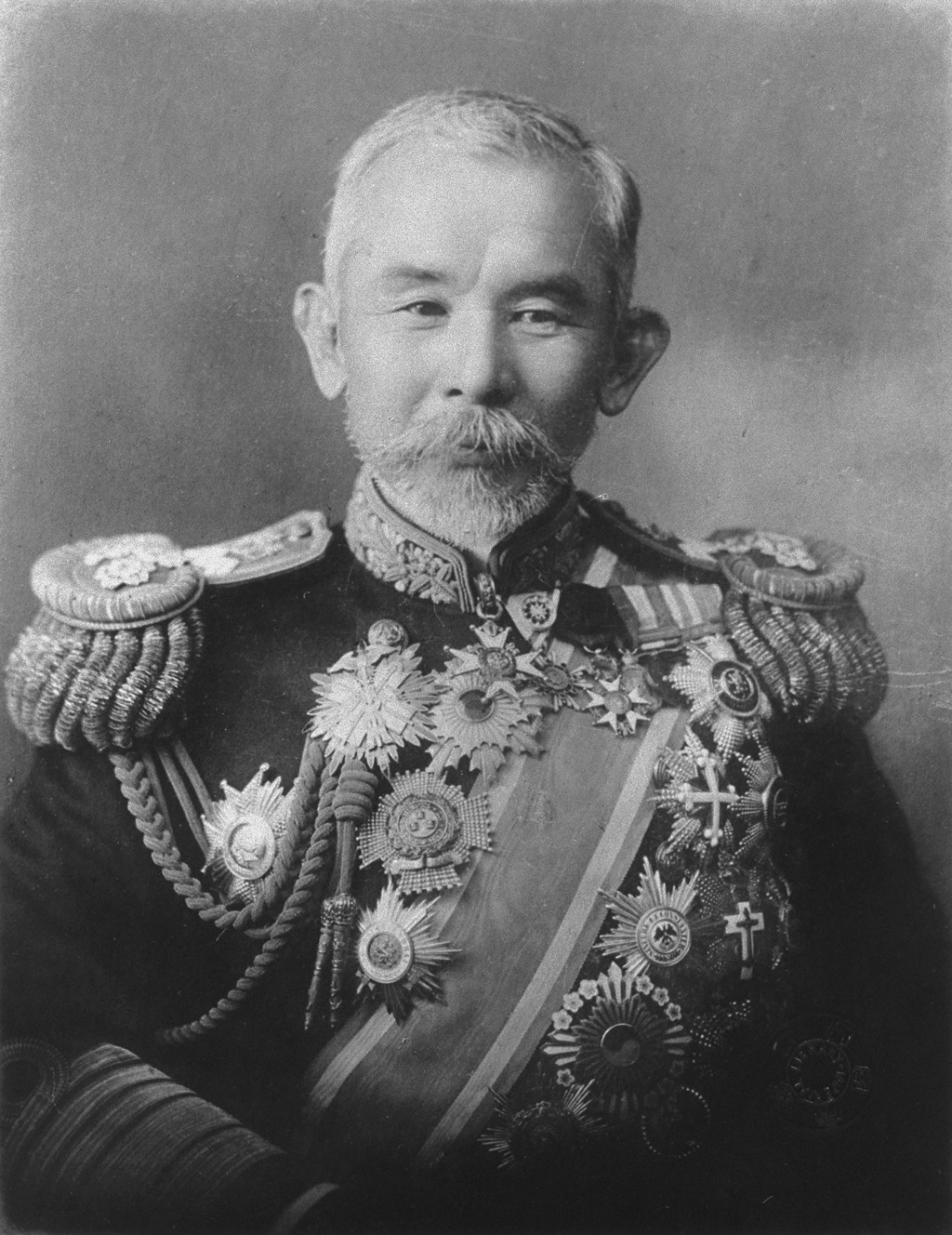
Ijūin Gorō

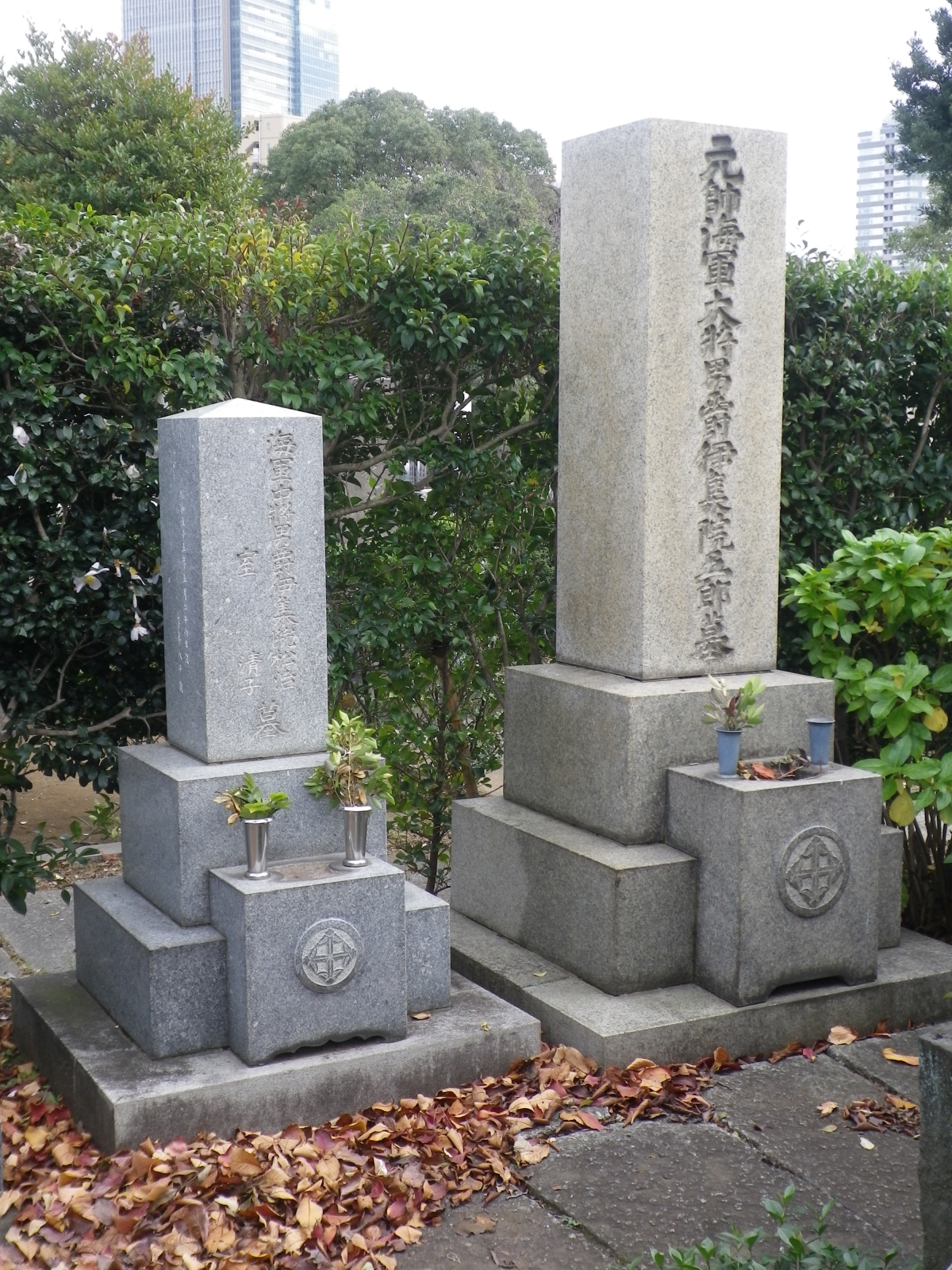
Ijūin Goros Grab

Ijūin Gorō (japanisch 伊集院 五郎; * 9. November 1852 in der Provinz Satsuma; † 13. Januar 1921) war ein japanischer Marineoffizier während der Meiji- und Taishō-Zeit.

## Leben und Werk
Schon als Jugendlicher nahm Ijūin Goro an den Befreiungskriegen gegen das Shogunat teil. Nach der Meiji-Restauration trat er in die Marine-Akademie ein. 1878 wurde er nach England zur Weiterbildung gesandt und versah dort von 1879 bis 1882 Dienst auf der 1870 in Dienst gestellten HMS Triumph. Zurück in Japan wurde er 1886 Leutnant zur See auf der Naniwa und kam von 1892 bis 1895 zum Marinestab. Als Kapitän zur See bewährte er sich 1895 in der Schlacht im Gelben Meer auf der Saikyō Maru und wurde dafür mit dem „Orden vom Goldenen Weih, 4. Klasse“ ausgezeichnet. 1898 wurde er Konteradmiral, 1900 entwickelte er den „Ijūin-Zünder“ und wurde mit dem „Orden der Aufgehenden Sonne, 3. Klasse“ ausgezeichnet. Für seine hervorragende Leistung während des Boxeraufstands erhielt er den „Orden der Aufgehenden Sonne, 2. Klasse“. 1903 wurde er Vizeadmiral, dann stellvertretender Chef des Marinestabs. Schließlich wurde er für seine Leistungen im Russisch-Japanischen Krieg mit dem großen Orden der Aufgehenden Sonne am Band (Großkreuz) ausgezeichnet.
Ijūin Gorō wurde auf dem Friedhof Aoyama bestattet.